# Dachinco!
Dachinco!（ダチンコ!）は「世界初の就職活動に特化したソーシャルネットワーキングサービス」（以下SNS）として 2004年10月10日にオープン。東京都学生起業家選手権の優勝者たちにより設立された。

## 沿革
2004年10月10日に世界初の就活SNS「Dachinco!」がオープン。
その後、2005年3月に株式会社営業が、設立された。
設立登記直後の2005年4月に二代目の運営委員に引き継がれ、それ以降は大学生の就職活動支援サイトと、就職イベントの運営を主な活動としていた。
2006年当時は、日本国内の就活サイトの中で第6位規模のページビューを記録した時期もある。
2009年2月に四代目の運営委員が独立し、新団体「就活支援学生団体 就活バリュー」が立ち上げられた。
2021年11月現在、旧Dachinco!ウェブサイトの更新は止まっており、下記「就活バリュー」のページは就活SNSとして機能していない。「就活カレンダー」は、「Dachinco!」の代表だった酒井一樹が「就活SWOT」として運用している。